# 青柳昴樹
青柳 昴樹（あおやぎ こうき、1997年5月19日 - ）は、大阪府泉大津市出身の元プロ野球選手（外野手）。右投右打。

## 経歴

### プロ入り前
泉大津市立宇多小学校1年からソフトボールを始め、小5から庭代台サニーズに所属。泉大津市立誠風中学校では泉北ボーイズを経て忠岡ヤングでプレーした。ポジションは投手と遊撃だった。
大阪桐蔭高等学校進学後、外野手に転向する。大阪桐蔭では2年時の夏から外野手レギュラーとなり、同年出場した夏の選手権大会で優勝を果たした。3年生となった翌春の選抜大会でも4強に進出している。野球部の1学年先輩に香月一也、正隨優弥、同学年に福田光輝、1学年後輩に高山優希、2学年後輩に徳山壮磨、泉口友汰がいる。
2015年、プロ野球ドラフト会議で横浜DeNAベイスターズから6巡目指名を受け、11月21日に契約金2500万円、年俸500万円（金額は推定）で仮契約した。背番号は「57」。

### DeNA時代
2018年オフ、オーストラリアン・ベースボールリーグ（ABL）のキャンベラ・キャバルリーに今永昇太、三上朋也、国吉佑樹とともに派遣され、ABL公式サイトの特集「2018-19シーズンで注目すべき若い選手たち」で青柳の名前が挙げられた。しかし、36試合に出場し、打率.155という結果に終わった。
入団1年目から4年目まで毎年、二軍において1割後半から2割前半の低打率でシーズンを終えており、一軍公式戦の出場を果たせないまま、2019年10月1日にDeNAより戦力外通告を受けた。翌日に現役を引退することを表明した。

### 現役引退後
自身のSNSにて、オーストラリアへ留学することを表明したが、新型コロナウイルス感染症流行の影響で実現しなかった。
その後は地元である大阪の土壌関係の企業に入社し、コンサルティング営業職に就いた。また大阪の軟式草野球チーム「ボンバーマン」に所属してプレーを続けている。

## 選手としての特徴
高い身体能力を誇る大型外野手。長打力を秘める勝負強い打撃に加え、俊足を生かした広い守備範囲と強肩も魅力。

## 詳細情報

### 年度別打撃成績
- 一軍公式戦出場なし

### 背番号
- 57（2016年 - 2019年）